# ВИЧ-инфекция среди МСМ на Украине
В странах Восточной Европы и Центральной Азии развитие эпидемии ВИЧ продолжается, при этом Украина занимает одно из первых мест в регионе по темпам распространения ВИЧ-инфекции.
По оценочным данным на начало 2018 года на Украине проживало 244 000 людей, живущих с ВИЧ (ЛЖВ).Распространённость ВИЧ среди населения в возрасте от 15 до 49 лет в 2017 году составляет 0,9 %.
В последние годы имеет место увеличение числа лиц с впервые в жизни установленным диагнозом ВИЧ-инфекции: 18 194 человек в 2017 году, 17 066 в 2016 году, 15 869 в 2015 году. Среди новых случаев инфицирования ВИЧ преобладают мужчины, а также люди в возрасте 25-49 лет. В течение последнего десятилетия среди впервые зарегистрированных случаев ВИЧ-инфекции наблюдается тенденция к снижению доли молодых людей в возрасте 15-24 лет и увеличение доли лиц от 50 лет и старше.
Эпидемия ВИЧ остается сконцентрированной среди ключевых и наиболее уязвимых групп населения, в частности — среди людей, употребляющих наркотики инъекционно (ЛУНИ), лиц, оказывающих сексуальные услуги (ЛСУ), мужчин, имеющих секс с мужчинами (МСМ). К группам повышенного риска инфицирования ВИЧ на Украине отнесены также половые партнёрши и партнёры ЛУНИ, клиенты ЛСУ, половые партнёрши МСМ, в то же время, трансгендерные люди и заключённые группами повышенного риска до сих пор не признаются.
По результатам биоповеденческих исследований (IBBS), проведённых в 2017—2018 гг. среди ключевых и наиболее уязвимых групп населения, распространённость ВИЧ среди ЛУНИ составляет 22,6 %, МСМ — 7,5 %, ЛСУ — 5,2 %, среди заключённых — 7,6 %. До 2008 года на Украине (по результатам регистрации новых случаев ВИЧ-инфекции, но не фактически в эпидемическом процессе), доминировал парентеральный путь передачи ВИЧ при употреблении инъекционных наркотиков, однако в последние годы доминирующим является половой,
преимущественно при гетеросексуальных контактах, последний становится всё более существенным. В структуре путей передачи ВИЧ удельный вес полового пути передачи ВИЧ неуклонно возрастал и в 2017 году составил 73,8 %.

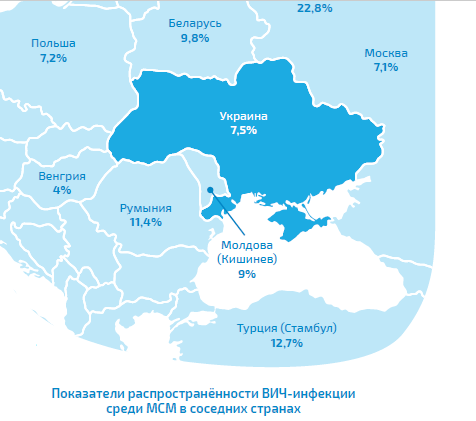
Показатели распространённости ВИЧ-инфекции среди МСМ в соседних странах

Эпидемическая ситуация дополнительно осложняется из-за гуманитарного кризиса внутри страны в связи с аннексией Крыма Российской Федерацией и вооружённым конфликтом на востоке Украины, что привело к увеличению числа внутренне перемещённых лиц из областей, наиболее пострадавших от эпидемии ВИЧ.
Количество ВИЧ-положительных людей, прибывших из населённых пунктов, на территории которых органы государственной власти временно не осуществляют свои полномочия, и по состоянию на начало 2018 года состоящих на учёте в лечебных учреждениях в других регионах Украины, составляет 1 473 человека (на начало 2017 — 1 614 человек), из них 1 025 человек (69,6 %) прибыли из Донецкой области, 328 человек (22,3 %) — из Луганской области и 120 человек (8,1 %) — из АР Крым.
На развитие эпидемии ВИЧ также влияет и миграция. По данным официальной статистики, в 2017 году зарегистрировано более 14 млн въездов иностранных граждан, въехавших на Украину на короткие и длительные сроки пребывания (включая однодневных посетителей) и большинство из Молдавии (4,4 млн въездов) и Белоруссии (2,7 млн въездов). Граждане Украины выезжали за границу почти вдвое больше — свыше 26 млн выездов и больше в Польшу (9,9 млн выездов), Российскую Федерацию (4,3 млн выездов) и Венгрию (3,1 млн выездов).

## Состояние эпидемии ВИЧ и распространённость ИППП среди МСМ на Украине
Оценочная численность МСМ на Украине составляет 181 500 человек. К регионам с наибольшей численностью МСМ принадлежат Киев и Донецкая область.

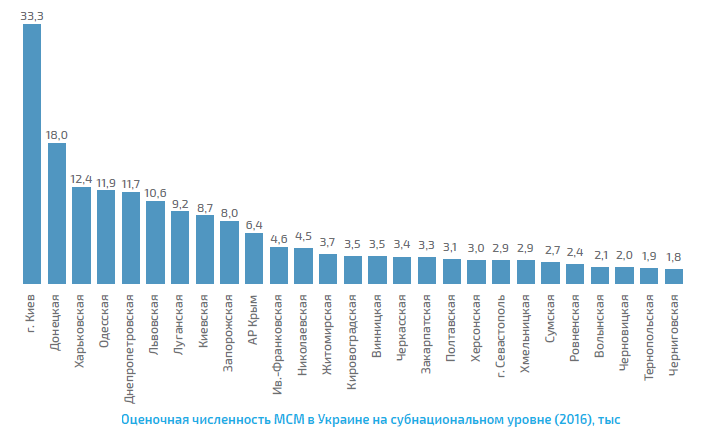
Оценочная численность МСМ на Украине на субнациональном уровне (2016), тыс

Распространённость ВИЧ-инфекции среди МСМ в последние годы росла. Согласно результатам IBBS 2018 года, распространённость ВИЧ среди МСМ составляет 7,5 % (95 % ДИ: 6,8 %-8,2 %), что статистически не отличается от показателя 2016 года — 8,5 % (95 % ДИ: 7,7 %-9,4 %).

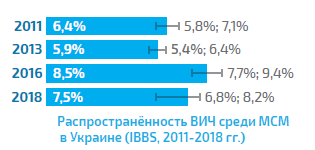
Распространённость ВИЧ среди МСМ на Украине (IBBS,2011-2018 гг.)

Результаты IBBS 2018 года демонстрируют местные особенности распространённости ВИЧ среди МСМ. Так, самая высокая распространённость ВИЧ среди МСМ зафиксирована в городах Донецк (22,8 %), Черкассы (14,3 %), Одесса (13 %), Николаев (7,3 %) и Киев (7,1 %).

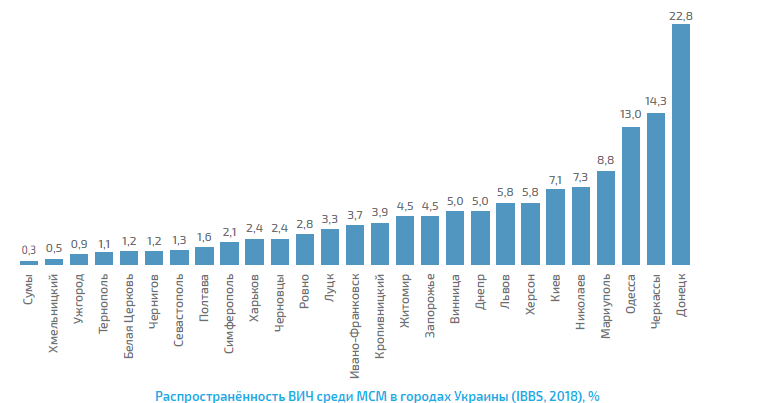
Распространённость ВИЧ среди МСМ в городах Украины (IBBS,2018),%

По сравнению с предыдущими IBBS, увеличилась распространённость ВИЧ среди МСМ в возрасте до 24 лет включительно — с 5 % (95 % ДИ: 3,8 %-6,0 %) в 2016 году до 6,7 % (95 % ДИ: 5,7 %-7,8 %) в 2018 году. Как и прежде выше распространённость ВИЧ наблюдается среди старшей возрастной группы — МСМ в возрасте от 25 лет, в 2018 году этот показатель составил 8 %(95 % ДИ: 7,1 %-8,9 %), в 2016 году — 10 % (95 % ДИ: 9,3 %-11,5 %).
В рамках предыдущего IBBS 2016 года измерялась распространённость инфекций, передающихся половым путём (ИППП): распространённость гепатита C среди МСМ составила 4,2 %, гепатита B — 2,7 %, сифилиса — 3 %.
Количество официально зарегистрированных новых случаев передачи ВИЧ-инфекции гомосексуальным путём в стране ежегодно возрастало — с 20 случаев в 2005 году до 508 в 2017 году.Однако, и сегодня присутствует существенный недоучёт случаев инфицирования ВИЧ гомосексуальным путём из-за закрытости группы и скрытого характера эпидемии ВИЧ в сообществе. Оценочная численность МСМ, живущих с ВИЧ-инфекцией, на Украине составляет 13 553 человек.
Стоит также отметить высокие показатели распространённости ВИЧ среди МСМ в соседних странах: Турция −12,7 % (Стамбул), Румыния — 11,4 %, Белоруссия — 9,8 %, Молдавия — 9 % (Кишинёв), Российская Федерация — 7,1 % (Москва) и 22,8 % (Санкт-Петербург), Польша — 7,2 %, Венгрия — 4 %.

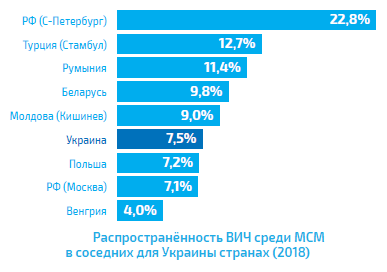
Распространённость ВИЧ среди МСМ в соседних для Украины странах (2018)

## ВИЧ-инфекция и ИППП среди трансгендерных людей
В 2017 году было проведено исследование поведения и потребностей трансгендерных людей в услугах по профилактике ВИЧ-инфекции/СПИДа на Украине, которое является одним из самых масштабных исследований в регионе Восточной Европы и Центральной Азии. Согласно результатам исследования, в котором приняли участие трансгендерные женщины и мужчины, а также люди с другими видами гендерной идентичности, распространённость ВИЧ среди трансгендерных людей может составлять 21 %.
Распространёнными также являются и ИППП. Почти половина (48 %) трансгендерных людей имели ИППП в течение последнего года. 83 % лечились самостоятельно, не обращаясь за медицинской помощью к врачам. Среди тех, кто не обращался за помощью, 26 % отметили, что боятся плохо-
го отношения врачей и 22 % не знают, к кому обратиться и не знают компетентных врачей.

## Практики безопасного сексуального поведения среди МСМ
По сравнению с предыдущими IBBS среди МСМ, согласно результатам исследования 2018 года использование презерватива во время последнего анального контакта стало более популярным: 78 % (95 % ДИ: 76,6 % −78,8 %) в 2018 году против 71 % (95 % ДИ:69,5 % −72,3 %) в 2016 году.

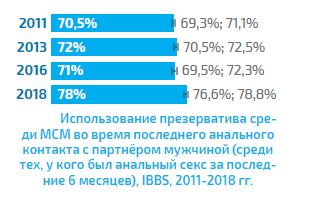
Использование презерватива среди МСМ во время последнего анального контакта с партнёром мужчиной

Чаще пользуются презервативом во время последнего полового контакта с постоянным сексуальным партнёром: 71 % (95 % ДИ: 69,1 %-72,3 %) в 2018 году против 62-67 % в предыдущие годы.
Треть МСМ (37 %) имели последний сексуальный контакт со случайным партнёром и 87 % использовали презерватив, что соответствует уровню 2016 года (88 %) и лучше результатов IBBS предыдущих лет.
В то же время, по результатам 2018 года несколько снизилось использование презерватива во время последнего сексуального контакта с коммерческим сексуальным партнёром, которому давали вознаграждение за секс — 83 % (95 % ДИ: 75,3 %-88,2 %) в 2018 году против 88-93 % в 2011—2016 гг. и с коммерческим партнером, который давал вознаграждение за секс −71 % (95 % ДИ: 64,9 %-79,8 %) в 2018 году против 76-80 % в 2011—2016 гг.

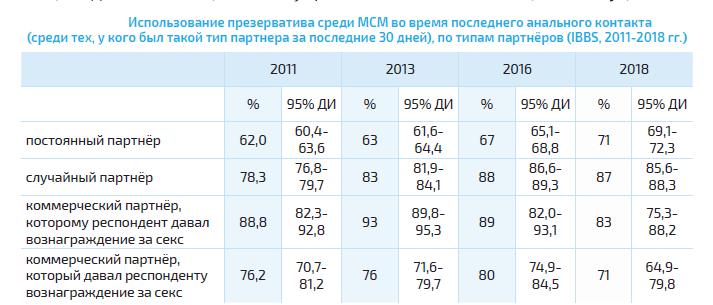
Использование презерватива среди МСМ во сремя последнего анального контакта — табл

Доля МСМ, которые используют презерватив всегда, по результатам IBBS последних лет, стабильная и составляет в 2018 году 58 % (95 % ДИ: 56,7 %-59,5 %).

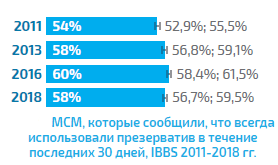
МСМ, которые сообщили, что всегда использовали презерватив в течение последних 30 дней

Результаты IBBS 2018 года свидетельствуют о значительном снижении регулярного использования презерватива с коммерческими партнёрами: которому давали вознаграждение за секс (43 % в 2018 году против 58-80 % в 2011—2016 гг.) и который давал вознаграждение за секс (56 % в 2018 году против 60-70 % в 2013—2016 г.). Однако, по результатам 2018 года использование презерватива с постоянным партнёром стало более регулярным, а со случайным статистически не отличается от уровня 2016 года.

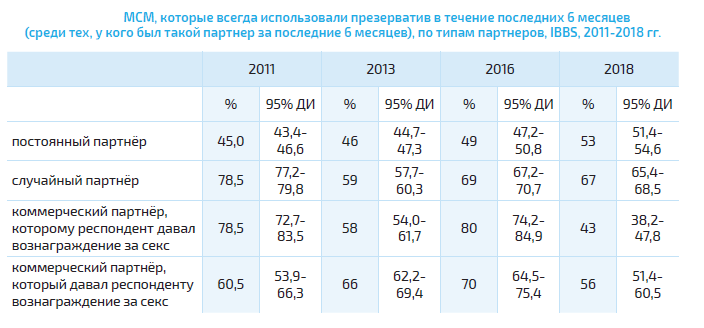
МСМ, которые всегда использовали презерватив в течение последних 6 мес

Бисексуальная ориентация, которую имеют 34 % МСМ,создаёт дополнительные риски передачи ВИЧ-инфекции женщинам. Согласно результатам последнего IBBS, 5 % МСМ находятся в официальном гетеросексуальном браке. 54 % МСМ имели опыт сексуальных контактов с женщиной. 23 % практиковали секс с женщиной в течение последних 6 месяцев. Во время последнего сексуального контакта с женщиной 67 % МСМ использовали презерватив.
Исследования показывают, что среди мужчин, которые имели секс с обоими полами на протяжении последнего месяца, практиковали полностью безопасное поведение только половина, а 26 % не использовали никаких средств защиты ни с мужчинами, ни с женщинами.

## Поведенческие особенности трансгендерных людей в контексте ВИЧ-инфекции
Результаты «Исследования поведения и потребностей трансгендеров в услугах по профилактике ВИЧ-инфекции/СПИДа в Украине» 2017 года демонстрируют высокий уровень вовлечённости трансгендерных людей в предоставление секс-услуг: 91 % оказывали секс-услуги хотя бы однократно, из них 41 % делают это постоянно, 31 % — иногда.
Треть трансгендерных людей (31 %) использовали презерватив во время последнего сексуального контакта.
64 % трансгендерных людей на протяжении последних 6 месяцев имели сексуальные контакты с коммерческим партнёром(который давал вознаграждение за секс),21 % — со случайным партнёром. Менее всего использовали презерватив с коммерческим партнёром, который предоставлял секс за вознаграждение — 69 % имели незащищённый половой контакт хотя бы раз в течение последних 6 месяцев.

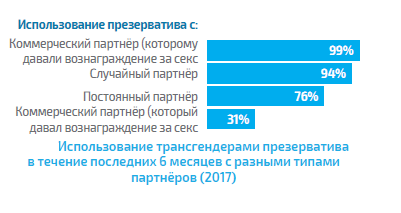
Использование трансгендерными людьми презерватива в течение последних 6 месяцев

## Услуги по профилактике ВИЧ среди МСМ и трансгендерных людей
Мероприятия по профилактике ВИЧ предусмотрены Общегосударственной целевой социальной программой противодействия ВИЧ-инфекции на 2014—2018 гг. Программа предусматривает предоставление комплексных профилактических услуг для МСМ на базе общественных организаций, мобильных пунктов и амбулаторий.
Впрочем, целевые показатели и мероприятия по профилактике ВИЧ в программе определены только среди МСМ, а для трансгендерных лиц — отсутствуют.
Программы противодействия ВИЧ-инфекции и СПИДу внедряются на Украине на государственные и донорские средства. Крупнейшим донором является Глобальный фонд для борьбы со СПИДом, туберкулёзом и малярией (ГФ).
В рамках финансирования от ГФ неправительственные организации (НПО) предоставляют МСМ и трансгендерным людям минимальный пакет услуг, включающий выдачу презервативов и консультацию, а также базовый пакет услуг, который включает: консультацию, выдачу профилактических материалов, например презервативы и лубриканты, тестирование на ВИЧ, вирусный гепатит C, гепатит B (только МСМ), сифилис, скрининг на туберкулёз, навигацию клиента с положительным результатом быстрого теста на ВИЧ, выдачу тестов для самотестирования партнёров. Также НПО оказывают другие услуги — вакцинацию от вирусного гепатита B, консультации дружественных специалистов, например юристов, психологов, группы поддержки и др. Неправительственные организации предоставляют МСМ услуги по профилактике инфицирования ВИЧ с широким применением метода «равный — равному».
Услуги доступны как на базе стационарных пунктов и комьюнити-центров для МСМ, так и в местах привычного для МСМ пребывания вне инфраструктуры ВИЧ-сервисных организаций, в частности в гей-заведениях досуга. Кроме этого, проводится аутрич-работа в интернете и смартфон-приложениях, которыми пользуется значительное количество геев и бисексуалов для поиска партнёров. Согласно результатам IBBS 2018 года МСМ больше всего находили партнёров на протяжении последних 6 месяцев через сайты знакомств (44 %), друзей/знакомых (43 %), социальные сети (39 %), мобильные приложения (34 %), в клубах, барах, саунах и других местах отдыха (17 %).
С декабря 2017 года на Украине начат демонстрационный проект по внедрению PrEP (доконтактная профилактика), благодаря которому 100 желающих из числа МСМ и трансгендерных женщин смогут бесплатно получить годовой курс PrEP, консультации врачей и социальных работников, медицинские обследования раз в три месяца, вакцинацию от гепатита B.
Охват профилактическими программами, которые поддерживаются ГФ, ежегодно растёт, однако от оценочного количества МСМ (181 500 человек), пока, охвачено менее трети: в 2017 году охвачено минимальным пакетом профилактических услуг 24 % МСМ от оценочного количества (в том числе и трансгендерные люди), в 2016 году — 22 %, в 2015 году — 19 %.

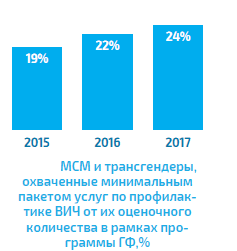
МСМ и трансгендерные люди, охвачены минимальным пакетом услуг по профилактике ВИЧ

По данным мониторинга реализации программы ГФ в 2017 году было охвачено профилактикой ВИЧ-инфекции 42 881 МСМ и 595 трансгендерных людей (в 2016 году 38 764 и 69 соответственно). Услуги для МСМ за счёт ГФ в 2017 году предоставляли 23 НПО.
Услуги по профилактике ВИЧ нацелены больше на МСМ, чем на трансгендерных людей. По причине ограниченного количества медицинских работников, которые понимают специфику работы с трансгендерными людьми, имеют толерантное отношение к группе и могут предоставлять целевые качественные услуги, предоставление услуг в контексте профилактики ВИЧ-инфекции усложняется.
Результаты исследований показывают, что существует пробел в обеспечении и предоставлении специфических услуг, которые были бы ориентированы на трансгендерных людей и отвечали бы их потребностям. Большинство трансгендерных людей (88 %) не пользуются услугами ВИЧ-сервисных НПО и лишь 5 % обращаются к тем НПО, которые работают с МСМ. Среди причин того, почему трансгендерные люди не пользуются услугами ВИЧ-сервисных НПО — некомпетентность персонала НПО по специфическим вопросам, которые касаются трансгендерных людей (26 %), отсутствие необходимых услуг (21 %), незнание респондентов о деятельности подобных НПО (21 %), а также недоверие к персоналу НПО (18 %).
В целом, трансгендерные люди имеют значительную потребность в таких услугах как, консультации по гормонотерапии, изменение пола и в других медицинским вопросам, получение информации по защите от проявлений насилия в связи с гендерной идентичностью.
На Украине существует специальная процедура по изменению/коррекции половой принадлежности. С 2016 года на Украине действует Унифицированный клинический протокол первичной, вторичной (специализированной) и третичной (высокоспециализированной) медицинской помощи «Гендерная дисфория», который определяет процедуру коррекции пола и Адаптированное клиническое постановление, основанное на доказательствах «Гендерная
дисфория»(в 2017 году подготовлен проект новой редакции клинического постановления, пока не утверждён). Однако процедура смены пола остаётся длительной и сложной.

## Тестирование на ВИЧ-инфекцию среди МСМ и трансгендерных людей
Услуги по тестированию на ВИЧ МСМ и трансгендерные люди могут получить в Центрах СПИДа, кабинетах «Доверие» и других лечебно-профилактических учреждениях. Однако МСМ и трансгендерные люди, в основном, получают услуги через неправительственные организации. Данные IBBS свидетельствуют, что 40 % среди тех МСМ, кто обращался за прохождением тестирования на ВИЧ, прошли тест в НПО.Большинство трансгендерных людей (58 %) проходили тестирование на ВИЧ в частных клиниках и также в НПО (28 %).Кроме этого, для любого человека, в том числе и для МСМ и трансгендерных людей, на Украине доступно самостоятельное тестирование на ВИЧ — быстрые тесты на ВИЧ можно купить в аптеках.
Результаты IBBS 2018 года демонстрируют неудовлетворительный уровень тестирования на ВИЧ среди МСМ: только 43 % МСМ прошли тестирование на ВИЧ в течение последних 12 месяцев и знают свои результаты. По сравнению с 2016 годом, показатель значительно уменьшился, однако остался на уровне 2011—2013 гг.

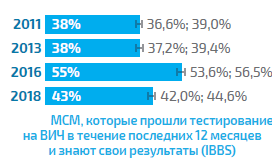
МСМ, которые прошли тестирование на ВИЧ в течение последних 12 месяцев

Отсутствие мотивации к прохождению тестирования, уверенность в своём безопасном поведении, незнание, к кому обратиться, и страх разглашения своего ВИЧ-статуса — являются самыми популярными причинами избегания тестирования на ВИЧ среди тех МСМ, кто не проходил тест на ВИЧ.
Среди трансгендерных людей только треть (32 %) знают свой ВИЧ-статус и лишь 29 % проходили тестирование на ВИЧ за последний год. Те, кто не проходил тестирование на ВИЧ в течение последних 12 месяцев, не делали это из-за страха, что они могут быть подвержены дискриминации в случае получения положительного результата теста на ВИЧ, по причине своей уверенности в том, они вряд ли могли инфицироваться ВИЧ, страха узнать свой ВИЧ-статус и опасения относительно плохого отношения врачей.

## Роль сообществ в преодолении эпидемии ВИЧ
Ключевая группа МСМ на социальном и политическом уровнях представлена украинским гей-сообществом, которое демонстрирует высокий уровень проактивности и готовность участвовать в ключевых процессах, связанных с ответом на распространение ВИЧ среди МСМ.
В частности, гей-сообщество представлено в координационном механизме страны — Национальном совете по вопросам противодействия туберкулёзу и ВИЧ-инфекции/СПИДу — и двух её комитетах — по региональной политике и по программным вопросам. Соответственно, представители ключевой группы МСМ (гей-сообщества) принимают участие в координации мероприятий на государственном уровне по противодействию эпидемии ВИЧ-инфекции среди МСМ, информируют ЛГБТ- и МСМ-сервисные организации и отдельных гей-активистов о работе координационного механизма страны и возможностях привлечения сообщества, а также собирают мнения представителей сообщества по вопросам, касающихся программной стратегии и услуг в сфере противодействия ВИЧ, в частности, проекта Общегосударственной целевой социальной программы противодействия ВИЧ-инфекции/СПИДа на 2019—2023 гг., разработка которой продолжается по состоянию на ноябрь 2018.
Также представители ключевой группы МСМ и ЛГБТ-организаций входят в состав ряда областных и городских советов по вопросам противодействия туберкулёзу и ВИЧ-инфекции/СПИДа.
ЛГБТ-сообществом регулярно инициируются мероприятия для развития и усиления влияния сообщества. Например, для укрепления потенциала и консолидации ЛГБТ-движения, развития сервисов для ключевой группы МСМ (гей-сообщества) и наработки стратегий ЛГБТ-движения на Украине, ежегодно с 2008 года проводятся Национальные ЛГБТ-конференции (в октябре 2018 состоялась 11-я).
Сообщество трансгендерных людей пока не представлено в национальных или местных координационных механизмах ответа на распространение ВИЧ, однако по состоянию на конец 2018 года продолжаются процессы по институциональному включению трансгендерных людей в официальный перечень «групп повышенного риска инфицирования ВИЧ» и предоставления трансгендерным людям квоты в Национальном совете по вопросам противодействия туберкулёзу и ВИЧ-инфекции/СПИДу.
В сотрудничестве с Министерством здравоохранения с 2015 года проведены две международные конференции по трансгендерности на Украине.

## Инфраструктурные и методологические инновации в работе с МСМ
Кроме минимального профилактического пакета услуг, НПО внедряют ряд мероприятий по предупреждению инфицирования ВИЧ с использованием интерактивных, современных средств. Например, внедряется инновационная кампания привлечения к тестированию и консультированию МСМ (онлайн-ресурс) Get Test,который предоставляет гей-сообществу информацию о возможности пройти тестирование на ВИЧ/ИППП в дружественных пунктах в 17 регионах Украины, а также содержит интересную информацию о мужском здоровье и культурной жизни. Также внедряется проект Friendly Doctor — «умная» электронная система поиска ближайшего дружественного врача.
В течение 2013—2015 гг. при поддержке проекта USAID RESPOND на Украине имело место пилотирование интервенции, разработанной в США: mPowerment — программа профилактики ВИЧ среди молодых геев и бисексуальных МСМ (в возрасте 18-29 лет), которая нацелена на изменение рискованного поведения МСМ, и при которой тестирование на ВИЧ и профилактика выступают частью широкого спектра мероприятий, в которых заинтересовано сообщество МСМ.
Исследования эффективности внедрения mPowerment показало, что благодаря интервенции удалось достичь положительных изменений в поведении МСМ, которые были участниками программы, в частности, относительно количества сексуальных партнёров, использования презерватива и тестирования на ВИЧ.
Социально-политическая ситуация в стране определила потребность в инициировании НПО особенно актуальных услуг. В частности, общественной организацией «Инсайт» был создан проект «Шелтер» в 2014 году, целью которого является предоставление бесплатного временного жилья в Киеве (до трех месяцев) ЛГБТ-переселенцам/переселенкам из зоны военного конфликта и с оккупированных территорий для социализации в столице, поиска жилья и работы. С 2016 года проект охватывает и тех, кто оказался в сложных жизненных обстоятельствах, в основном из-за проявлений гомофобии или трансфобии. Шелтером для ЛГБТ воспользовались 77 человек с момента его открытия.
Общественная организация (ОО) «Альянс. Глобал» совместно с другими НПО и инициативными группами (ВОО «Гей-Форум Украины», Ассоциация ЛГБТ «ЛИГА» и др.) выступает ведущим субъектом внедрения на местном уровне MSMIT — международного руководства по реализации комплексных программ со значимым участием МСМ в ответ на распространение ВИЧ и ИППП,благодаря ресурсному и техническому содействию неправительственной организации MPact («Global Action for Gay Men’s Health and Rights»), ранее известной как Глобальный форум по во-
просам МСМ и ВИЧ, а также Евразийской коалиции по мужскому здоровью (ЕКОМ).

## Дискриминация и стигматизация МСМ и трансгендерных людей как барьеры доступа к ВИЧ-сервису
Высокий уровень общественной гомофобии и трансфобии на Украине приводит к тому, что большинство ЛГБТ в стране ведут закрытый образ жизни, скрывая свою сексуальную ориентацию или гендерную идентичность. Это значительно усложняет предоставление услуг ВИЧ-сервиса ключевым группам МСМ и трансгендерным людям, а также оказывает негативное влияние на состояние их психического и физического здоровья, в целом.
Негативное отношение общества к гомосексуальности приводит к развитию интернализованной (внутренней) гомофобии. Исследование интернализованной гомофобии продемонстрировало, что на Украине её уровень составляет 2,2, что означает, что, в основном, МСМ склонны воспринимать свою гомосексульнисть, но всё же присутствует и негативное восприятие своей сексуальной ориентации. В свою очередь, интернализованная гомофобия выступает барьером на пути к тестированию на ВИЧ, а также охвату услугами по профилактике ВИЧ.
Чаще всего МСМ и трансгендерные люди при обращении за медицинскими услугами сталкиваются с осуждением и стигматизирующим отношением по причине их сексуальной ориентации и/или гендерной идентичности. Распространены случаи отказа от предоставления услуг или их предоставление в неполном или некачественном виде. Часто имеют место разглашение врачами личной информации, в том числе и касательно сексуальной ориентации и гендерной идентичности.
Для трансгендерных людей особым барьером также является правовое признание изменений в гендерном статусе. Это оказывает негативное влияние на все сферы их жизни. При получении медицинских услуг это проявляется, например, в том, что отсутствует возможность регистрации карты пациента в медицинском учреждении, которая отвечала бы их гендеру, а медицинская помощь, в общем, больше ориентирована на определённый пол, чем на гендер.
Указанные барьеры являются факторами, которые влияют на намерения и мотивацию МСМ и трансгендерных людей обращаться за медицинской помощью, открыто говорить о своей сексуальной ориентации и гендерной идентичности, а также ВИЧ-статусе. Несвоевременное обращение за услугами может быть следствием позднего выявления заболеваний, в том числе ВИЧ и ИППП. Таким образом, МСМ и трансгендерные люди сталкиваются с нарушениями своих прав, в частности, своего права на здоровье.
ВИЧ-сервисными НПО и организациями, основанными при значимом участии сообществ, внедряются проекты по защите прав МСМ и трансгендерных людей, ведётся мониторинг случаев нарушения прав с предоставлением соответствующих юридических консультаций. В частности, в начале 2018 года на Украине создан Национальный МСМ-консорциум (в составе ОО «Альянс. Глобал», ВОО «Гей-Форум Украины», ОО «Ассоциация ЛГБТ» ЛИГА ""), который работает для расширения участия гей-сообщества в ответных мероприятиях на распространение ВИЧ среди МСМ, защиты и продвижения прав и свобод человека для ЛГБТ на национальном и субнациональном уровнях.
С 2012 года положено начало ежегодного правозащитного комплекса мероприятий «КиевПрайд», в рамках которого каждый год проводятся Марши Равенства за права человека для ЛГБТ. Первый такой Марш Равенства состоялся в 2013 году при участии нескольких десят-
ков активистов и активисток, а Марш 2018 года собрал уже несколько тысяч человек. В то же время, проведение «КиевПрайда» в целом и Маршей Равенства в частности каждый раз сталкивается с гомофобным влиянием радикально настроенной части общества, и поэтому в 2012 и 2014 годах Марши равенства в уличном формате отменялись. Аналогичные публичные мероприятия — Марши Равенства — по состоянию на 2018 год проводятся также в Одессе и Кривом Роге (Днепропетровская обл.).
Любые публичные ЛГБТ-акции имели и имеют следствием всплеск гомофобных реакций, но чем дальше, тем слабее становится такая реакция и тем большего понимания и поддержки от общества в целом удается достичь. В то же время, вокруг гомофобной риторики консолидируются традиционалистские, ультранационалистические и пророссийские группировки.